# 康林·麦凯布
康林·麦凯布（英語：Conlin McCabe，1990年8月20日—），加拿大男子赛艇运动员。他曾代表加拿大参加2012年、2016年和2020年夏季奥林匹克运动会赛艇比赛，其中2012年奥运会获得一枚银牌。